# Ebro-traktaten
Ebro-traktaten var en traktat, der blev underskrevet i 226 f.Kr. af Hasdrubal den Smukke fra Karthago og den Romerske Republik. Traktaten fastlagde floden Ebro i Iberien som grænsen mellem de to respektive magter. I henhold til traktatens bestemmelser ville Karthago ikke udvide sig nord for Ebro, så længe Rom ligeledes ikke udvidede sig syd for floden.
På et ukendt tidspunkt efter 226 f.Kr. blev Rom allieret med byen Saguntum, der lå syd for Ebro-floden. Polybios skriver, at den karthaginske general Hannibal havde ledt efter et påskud for krig, og at den romerske alliance med en by syd for floden – i strid med traktaten – gav ham et casus belli. Efter kort rådføring med det karthaginske senat angreb Hannibal byen, hvilket resulterede i en otte måneder lang belejring af Saguntum. Senatet i Rom sendte straks en udsending til Hannibal og til det karthaginske senat. Indledningsvis krævede de udsendte romere, at Karthago udleverede Hannibal for at have angrebet en romersk allieret. Karthaginerne nægtede og hævdede, at saguntinerne havde påbegyndt krigen.
Romerne var ude af stand til at komme Saguntum til undsætning, før byen faldt i 219 f.Kr. Efter Saguntums fald forberedte romerne sig på krig og sendte en anden udsending til Karthago. Den romerske udsending krævede, at Karthago udleverede Hannibal og alle andre ansvarlige for angrebet på Saguntum. Livius skriver, at denne anden udsending blot blev sendt for at overholde formaliteterne ved officielt at erklære krig, hvilket betyder, at romerne fuldt ud forventede en fornyet krig med Karthago. Både Livius og Polybios giver beretninger om argumentationen mellem den anden romerske udsending og det karthaginske senat.
Det karthaginske senat afviste derefter Ebro-traktaten og nægtede igen at udlevere Hannibal til romerne. Karthaginerne skal have sammenlignet denne traktat med den, der blev indgået mellem Catulus og Hamilkar Barkas i 241 f.Kr. (Lutatius-traktaten). Her argumenterede karthaginerne for, at det romerske folk selv nægtede at acceptere den traktat, der var indgået af de to generaler, fordi den ikke var blevet ratificeret af folket. Den romerske udsending accepterede ikke dette argument, og krig blev erklæret i 218 f.Kr., hvilket førte til den Anden Puniske Krig, som varede indtil 201 f.Kr.